# خوسيه حزقيال ريفيرا راموس
خوسيه حزقيال ريفيرا راموس (بالإسبانية: José Juan Rivera Ramos)‏ هو سياسي هندوراسي، ولد في 21 ديسمبر 1970. انتخب نائب في المؤتمر الوطني في هندوراس.